# Kobaltkotinga
Die Kobaltkotinga (Cotinga maculata), manchmal auch als Südliche Prachtkotinga oder Halsbandkotinga bezeichnet, ist eine Vogelart aus der Familie der Schmuckvögel.

## Beschreibung
Die Kobaltkotinga erreicht eine Länge von 20 Zentimetern. Beim Männchen ist die Oberseite dunkel kobaltblau und am Rücken etwas schwarz gesprenkelt. Kehle und Bauchmitte sind hellviolett und kontrastieren mit einem blauen Brustband. Die übrige Unterseite und die Unterschwanzdecken sind blau. Flügel und Schwanz sind schwarz. Die mittleren und kleinen Armdecken haben breite blaue Säume. Das oberseits dunkelbraune Gefieder des Weibchens ist weiß gesprenkelt. Die Unterseite ist weiß mit lohfarbenen Sprenkeln. Die Iris ist dunkel und von einem undeutlichen weißen Augenring umgeben. Beine und Schnabel sind schwarz. Die Jungvögel sind bisher unbeschrieben.

## Verbreitung
Die Kobaltkotinga kommt im südöstlichen Bahia und im nördlichen Espírito Santo vor. Vor 1940 wurde sie auch in Minas Gerais und im 19. Jahrhundert in Rio de Janeiro im südöstlichen Brasilien nachgewiesen.

## Lebensweise
Die Kobaltkotinga bewohnt das Blätterdach von primären, feuchten Regenwäldern am Atlantik und wird häufig an den Rändern von Lichtungen beobachtet. Seine Nahrung besteht aus Samen, Beeren und Früchten, aber auch aus Schmetterlingsraupen und anderen Insekten. Ein brütendes Weibchen wurde im Oktober beobachtet.

## Status
In der Vergangenheit wurden die Federn der Kobaltkotinga im Kunsthandwerk der Indianer und Nonnen Bahias verwendet. Auch die Nachfrage nach Käfigvögeln gefährdet seinen Bestand.  Als Hauptbedrohung gilt die Zerstörung des atlantischen Regenwaldes, so dass sein Lebensraum heute stark fragmentiert ist. Die wichtigsten Schutzgebiete, in denen sie noch vorkommt, sind Estação Vera Cruz und der Monte Pascoal National Park in Bahia sowie das Sooretama Biological Reserve und das Linhares Forest Reserve in Espírito Santo. Die Kobaltkotinga ist in Anhang I des CITES-Abkommens gelistet.

## Anmerkung
1. ↑  Der Name Halsbandkotinga wird sowohl für diese Art als auch für die Türkisblaue Kotinga (Cotinga cayana) verwendet.(siehe: Natur und Museum, Band 127 Senckenbergische Naturforschende Gesellschaft, 1997:S. 428) Die 1882 in Brehms Thierleben als Halsbandkotinga beschriebene Form Cotinga cincta ist ein Synonym für Cotinga maculata (siehe: Carl Eduard Hellmayr: Catalogue of birds of the Americas and the adjacent islands in Field Museum of Natural History (1929). S. 104–105 Online).